# Fußball-Weltmeisterschaft der Frauen 1991
Die Endrunde der Fußball-Weltmeisterschaft der Frauen 1991 war die erste Ausspielung des bedeutendsten Turniers für Frauenfußball-Nationalmannschaften und wurde vom 16. bis zum 30. November 1991 in China ausgetragen. Die US-Frauen gewannen die erste Frauen-WM dank ihres Offensivtrios bestehend aus Michelle Akers, Carin Jennings und April Heinrichs. Die deutsche Mannschaft scheiterte im Halbfinale an den USA und belegte am Ende Rang 4.
Zum ersten Mal wurden in einem FIFA-Wettbewerb Frauen als Schiedsrichter eingesetzt.

## Spielorte
Die Spiele der Weltmeisterschaft wurden in sechs Stadien in vier Städten der chinesischen Provinz Guangdong ausgetragen.
| Foshan |

| Guangzhou |

| Jiangmen |

| Zhongshan |

| Foshan |

| Guangzhou |

| Jiangmen |

| Zhongshan |

## Modus
Die zwölf Mannschaften wurden auf drei Vierergruppen verteilt. Die beiden Erstplatzierten jeder Gruppe und die beiden besten Drittplatzierten qualifizierten sich fürs Viertelfinale. Ab dem Viertelfinale wurde der Weltmeister im K.-o.-System ausgespielt. Die Spieldauer betrug 2 × 40 Minuten. Stand nach der regulären Spielzeit kein Sieger fest, wurde eine zweimal 10-minütige Verlängerung gespielt. War danach immer noch Gleichstand, gab es ein Elfmeterschießen.

## Teilnehmer
Folgende Frauen-Mannschaften nahmen an der ersten Frauenfußball-WM teil:
| 5 aus Europa                           | Dänemark   | Deutschland | Italien           | Norwegen | Schweden |
| 1 aus Südamerika                       | Brasilien  |             |                   |          |          |
| 1 aus Nord-, Mittelamerika und Karibik | USA        |             |                   |          |          |
| 1 aus Afrika                           | Nigeria    |             |                   |          |          |
| 3 aus Asien                            | China (GG) | Japan       | Chinesisch Taipeh |          |          |
| 1 aus Ozeanien                         | Neuseeland |             |                   |          |          |

## Vorrunde

### Gruppe A
| Pl. | Land       | Sp. | S | U | N | Tore    | Diff. | Punkte |
| --- | ---------- | --- | - | - | - | ------- | ----- | ------ |
| 1.  | China      | 3   | 2 | 1 | 0 | 010:300 | +7    | 05:10  |
| 2.  | Norwegen   | 3   | 2 | 0 | 1 | 006:500 | +1    | 04:20  |
| 3.  | Dänemark   | 3   | 1 | 1 | 1 | 006:400 | +2    | 03:30  |
| 4.  | Neuseeland | 3   | 0 | 0 | 3 | 001:110 | −10   | 0:60   |

|                                |   |            |           |
| 16. November 1991 in Guangzhou |   |            |           |
| China                          | – | Norwegen   | 4:0 (1:0) |
| 17. November 1991 in Guangzhou |   |            |           |
| Dänemark                       | – | Neuseeland | 3:0 (2:0) |
| 19. November 1991 in Guangzhou |   |            |           |
| Norwegen                       | – | Neuseeland | 4:0 (3:0) |
| China                          | – | Dänemark   | 2:2 (1:1) |
| 21. November 1991 in Foshan    |   |            |           |
| China                          | – | Neuseeland | 4:1 (3:0) |
| 21. November 1991 in Panyu     |   |            |           |
| Norwegen                       | – | Dänemark   | 2:1 (1:0) |

China konnte sich durch Siege gegen Norwegen und Neuseeland als Gruppenerster durchsetzen. Norwegen konnte sich trotz der 0:4-Niederlage im ersten Spiel noch auf Platz 2 spielen, Dänemark wurde Dritter. Für Neuseeland war das Turnier nach drei Spielen und drei Niederlagen beendet.

### Gruppe B
| Pl. | Land      | Sp. | S | U | N | Tore    | Diff. | Punkte |
| --- | --------- | --- | - | - | - | ------- | ----- | ------ |
| 1.  | USA       | 3   | 3 | 0 | 0 | 011:200 | +9    | 06:0   |
| 2.  | Schweden  | 3   | 2 | 0 | 1 | 012:300 | +9    | 04:20  |
| 3.  | Brasilien | 3   | 1 | 0 | 2 | 001:700 | −6    | 02:40  |
| 4.  | Japan     | 3   | 0 | 0 | 3 | 000:120 | −12   | 0:60   |

|                             |   |           |           |
| 17. November 1991 in Foshan |   |           |           |
| Japan                       | – | Brasilien | 0:1 (0:1) |
| 17. November 1991 in Panyu  |   |           |           |
| Schweden                    | – | USA       | 2:3 (0:1) |
| 19. November 1991 in Foshan |   |           |           |
| Japan                       | – | Schweden  | 0:8 (0:6) |
| 19. November 1991 in Panyu  |   |           |           |
| Brasilien                   | – | USA       | 0:5 (0:4) |
| 21. November 1991 in Foshan |   |           |           |
| Japan                       | – | USA       | 0:3 (0:3) |
| 21. November 1991 in Panyu  |   |           |           |
| Brasilien                   | – | Schweden  | 0:2 (0:0) |

Die US-Frauen wurde in Gruppe B ihrer Favoritenrolle gerecht. Dem knappen Sieg gegen Schweden folgten zwei klare Siege gegen Brasilien und Japan. Die Schwedinnen spielten sich am 2. Spieltag gegen Japan in einen wahren Rausch und sorgten mit dem 8:0 für den höchsten Sieg des Turniers. Den Brasilianerinnen fehlte ein Tor, um in das Viertelfinale einzuziehen. Japan war vollkommen überfordert und musste, ohne ein einziges Tor erzielt zu haben, wieder abreisen.

### Gruppe C
| Pl. | Land           | Sp. | S | U | N | Tore    | Diff. | Punkte |
| --- | -------------- | --- | - | - | - | ------- | ----- | ------ |
| 1.  | Deutschland    | 3   | 3 | 0 | 0 | 009:000 | +9    | 06:0   |
| 2.  | Italien        | 3   | 2 | 0 | 1 | 006:200 | +4    | 04:20  |
| 3.  | Chinese Taipei | 3   | 1 | 0 | 2 | 002:800 | −6    | 02:40  |
| 4.  | Nigeria        | 3   | 0 | 0 | 3 | 000:700 | −7    | 0:60   |

|                                |   |             |           |
| 17. November 1991 in Jiangmen  |   |             |           |
| Deutschland                    | – | Nigeria     | 4:0 (3:0) |
| Chinese Taipei                 | – | Italien     | 0:5 (0:3) |
| 19. November 1991 in Zhongshan |   |             |           |
| Italien                        | – | Nigeria     | 1:0 (0:0) |
| Chinese Taipei                 | – | Deutschland | 0:3 (0:2) |
| 21. November 1991 in Jiangmen  |   |             |           |
| Chinese Taipei                 | – | Nigeria     | 2:0 (1:0) |
| 21. November 1991 in Zhongshan |   |             |           |
| Italien                        | – | Deutschland | 0:2 (0:0) |

Die deutschen Frauen dominierten in ihrer Gruppe klar. Ohne Gegentor und mit drei klaren Siegen gelang der Sprung ins Viertelfinale. Heidi Mohr hatte mit fünf Toren einen besonders großen Anteil am deutschen Erfolg. Italien wurde Zweiter, Chinese Taipei Dritter. Nigeria enttäuschte auf ganzer Linie und reiste punkt- und torlos wieder ab.

### Gruppendritte
| Pl. | Land           | Sp. | S | U | N | Tore    | Diff. | Punkte |
| --- | -------------- | --- | - | - | - | ------- | ----- | ------ |
| 1.  | Dänemark       | 3   | 1 | 1 | 1 | 006:400 | +2    | 03:30  |
| 2.  | Chinese Taipei | 3   | 1 | 0 | 2 | 002:800 | −6    | 02:40  |
| 3.  | Brasilien      | 3   | 1 | 0 | 2 | 001:700 | −6    | 02:40  |

Dänemark qualifizierte sich als bester Gruppendritter neben Chinese Taipei, die wegen eines mehr erzielten Tores vor Brasilien standen, für das Viertelfinale.

## Finalrunde
|  | Viertelfinale                 | Viertelfinale                 |                               |                               | Halbfinale                    | Halbfinale |  |  | Finale                        | Finale                        |
|  |                               |                               |                               |                               |                               |            |  |  |                               |                               |
|  | 24. November 1991 – Zhongshan |                               |                               |                               |                               |            |  |  |                               |                               |
|  | Dänemark                      | 1 n.                          |                               |                               |                               |            |  |  |                               |                               |
|  | Dänemark                      | 1 n.                          | 27. November 1991 – Guangzhou |                               |                               |            |  |  |                               |                               |
|  | Deutschland                   | 2 V.                          |                               |                               |                               |            |  |  |                               |                               |
|  | Deutschland                   | 2 V.                          | Deutschland                   | 2                             |                               |            |  |  |                               |                               |
|  |                               |                               | Deutschland                   | 2                             |                               |            |  |  |                               |                               |
|  |                               | USA                           | 5                             |                               |                               |            |  |  |                               |                               |
|  | USA                           | USA                           | 5                             | 7                             |                               |            |  |  |                               |                               |
|  | USA                           |                               |                               | 7                             |                               |            |  |  |                               |                               |
|  | Chinesisch Taipeh             | 0                             |                               | 30. November 1991 – Guangzhou | 30. November 1991 – Guangzhou |            |  |  |                               |                               |
|  | 24. November 1991 – Foshan    | 24. November 1991 – Foshan    | USA                           | 2                             |                               |            |  |  |                               |                               |
|  | 24. November 1991 – Guangzhou | 24. November 1991 – Guangzhou |                               | Norwegen                      | 1                             |            |  |  |                               |                               |
|  | China                         | 0                             |                               |                               |                               |            |  |  |                               |                               |
|  | Schweden                      | 1                             |                               |                               |                               |            |  |  |                               |                               |
|  | Schweden                      | 1                             | Schweden                      | 1                             |                               |            |  |  |                               |                               |
|  |                               |                               | Schweden                      | 1                             | Spiel um Platz 3              |            |  |  |                               |                               |
|  |                               | Norwegen                      | 4                             |                               |                               |            |  |  |                               |                               |
|  | Norwegen                      | Norwegen                      | 4                             | 3 n.                          | Deutschland                   | 0          |  |  |                               |                               |
|  | Norwegen                      | 27. November 1991 – Panyu     |                               | 3 n.                          | Deutschland                   | 0          |  |  |                               |                               |
|  | Italien                       | 2 V.                          |                               | Schweden                      | 4                             |            |  |  |                               |                               |
|  | Italien                       | 2 V.                          |                               |                               | 4                             |            |  |  |                               |                               |
|  | 24. November 1991 – Jiangmen  | 24. November 1991 – Jiangmen  |                               |                               |                               |            |  |  | 29. November 1991 – Guangzhou | 29. November 1991 – Guangzhou |

### Viertelfinale
|                                |   |                |                      |
| 24. November 1991 in Zhongshan |   |                |                      |
| Dänemark                       | – | Deutschland    | 1:2 n. V. (1:1, 1:1) |
| 24. November 1991 in Guangzhou |   |                |                      |
| China                          | – | Schweden       | 0:1 (0:1)            |
| 24. November 1991 in Jiangmen  |   |                |                      |
| Norwegen                       | – | Italien        | 3:2 n. V. (2:2, 1:1) |
| 24. November 1991 in Foshan    |   |                |                      |
| USA                            | – | Chinese Taipei | 7:0 (4:0)            |

Deutschland setzte sich gegen Dänemark erst nach Verlängerung durch. Für Deutschland trafen Bettina Wiegmann per Strafstoß und Heidi Mohr in der Verlängerung. Schweden gewann knapp gegen Gastgeber China. Bereits nach drei Spielminuten erzielte Pia Sundhage den Treffer zum Endstand. Norwegen rang Italien nieder. Zweimal konnten die Italienerinnen in der regulären Spielzeit die Führung Norwegens noch egalisieren. In der Verlängerung klappt dies nicht mehr. Die USA setzten sich ohne Probleme mit 7:0 gegen Chinese Taipei durch, Michelle Akers trug fünf Tore zum klaren Sieg bei.

### Halbfinale
|                                |   |          |           |
| 27. November 1991 in Guangzhou |   |          |           |
| Deutschland                    | – | USA      | 2:5 (1:3) |
| 27. November 1991 in Panyu     |   |          |           |
| Schweden                       | – | Norwegen | 1:4 (1:1) |

Deutschland war den USA in allen Belangen unterlegen. Bereits nach 33 Minuten lag Deutschland durch einen lupenreinen Hattrick von Carin Jennings-Gabarra mit 0:3 hinten. Am Ende stand es 2:5. Im skandinavischen Duell konnte Norwegen sich durchsetzen. Zur Halbzeit stand es noch 1:1, am Ende 4:1 für Norwegen.

### Spiel um Platz 3
|                                |   |             |           |
| 29. November 1991 in Guangzhou |   |             |           |
| Schweden                       | – | Deutschland | 4:0 (3:0) |

Deutschland konnte im Spiel um Platz 3 den Schwedinnen nichts entgegensetzen und musste sich am Ende mit Platz 4 begnügen. Wie schon gegen die USA lag Deutschland auch gegen Schweden nach einer halben Stunde bereits mit 0:3 zurück.

### Finale
Vor 63.000 Zuschauern wurde die USA erster Frauenfußball-Weltmeister. Zwei Minuten vor Spielende erzielte Michelle Akers den vielumjubelten Siegtreffer.
| USA                                             | USA | Norwegen | Norwegen |
| ----------------------------------------------- | --- | --- | -------- |
| USA                                             | \| 30. November 1991 in Guangzhou (Tianhe-Stadion) \| \| Ergebnis: 2:1 (1:1) \| \| Zuschauer: 60.000 \| \| Schiedsrichter: Wadsim Schuk ( Sowjetunion) \|             | \| 30. November 1991 in Guangzhou (Tianhe-Stadion) \| \| Ergebnis: 2:1 (1:1) \| \| Zuschauer: 60.000 \| \| Schiedsrichter: Wadsim Schuk ( Sowjetunion) \|                             | Norwegen |
| USA                                             | Mary Harvey – Carla Werden – Mia Hamm, Joy Biefield, Linda Hamilton – Shannon Higgins, Julie Foudy, Kristine Lilly – April Heinrichs , Michelle Akers, Carin Jennings | Reidun Seth – Heidi Støre – Tina Svensson, Gro Espeseth, Gunn Nyborg – Tone Haugen, Cathrine Zaborowski (79. Liv Strædet), Agnete Carlsen – Hege Riise, Linda Medalen, Birthe Hegstad | Norwegen |
| USA                                             | 1:0 Michelle Akers (20.) 2.1 Michelle Akers (78.) | 1:1 Linda Medalen (29.) | Norwegen |
| USA                                             | Michelle Akers (54.) | | Norwegen |
| USA                                             | Gunn Nyborg bestritt im Finale als erste Spielerin ihr 100. Länderspiel und erhielt anschließend den Original-Finalball.                                              | | Norwegen |
| 30. November 1991 in Guangzhou (Tianhe-Stadion) | | |          |
| Ergebnis: 2:1 (1:1)                             | | |          |
| Zuschauer: 60.000                               | | |          |
| Schiedsrichter: Wadsim Schuk ( Sowjetunion)     | | |          |

## Beste Torschützinnen
| Rang | Spielerin        | Tore |
| ---- | ---------------- | ---- |
| 1    | Michelle Akers   | 10   |
| 2    | Heidi Mohr       | 7    |
| 3    | Carin Jennings   | 6    |
|      | Linda Medalen    | 6    |
| 5    | Lena Videkull    | 5    |
| 6    | April Heinrichs  | 4    |
|      | Liu Ailing       | 4    |
|      | Carolina Morace  | 4    |
|      | Pia Sundhage     | 4    |
| 10   | Anneli Andelén   | 3    |
|      | Tina Svensson    | 3    |
|      | Bettina Wiegmann | 3    |

Siehe auch: Torjägerliste aller Weltmeisterschaften

## Schiedsrichter
Im Vorfeld der Weltmeisterschaft wurden sechs Linienrichterinnen aus 26 vorgeschlagenen Kandidatinnen ausgewählt. Das Eröffnungsspiel leitete der Chilene Salvador Imperatore Marcone, Spielleiter im Finale war der Belarusse Wadsim Schuk, unterstützt von den Linienrichterinnen Ingrid Jonsson und Gertrud Regus. Im Spiel um Platz 3 leitete mit Cláudia Vasconcellos zum ersten Mal eine Frau eine Begegnung in einem FIFA-Wettbewerb, an der Seitenlinie assistierten Linda Black und die Chinesin Zuo Xiudi.

### Liste der Einsätze
| Gr.              | Datum         | Partie       | Schiedsrichter              | Linienrichter        | Linienrichter           | Karten       | Karten       |
| Gr.              | Datum         | Partie       | Schiedsrichter              | Linienrichter        | Linienrichter           | Gelbe Karte  | Rote Karte   |
| Gruppenphase     | Gruppenphase  | Gruppenphase | Gruppenphase                | Gruppenphase         | Gruppenphase            | Gruppenphase | Gruppenphase |
| ---------------- | ------------- | ------------ | --------------------------- | -------------------- | ----------------------- | ------------ | ------------ |
| A                | 16. Nov. 1991 | 4:0          | Salvador Imperatore Marcone | María Herrera García | Cláudia Vasconcellos    | 0            | 0            |
| A                | 17. Nov. 1991 | 3:0          | Omer Yengo                  | Vassilios Nikakis    | Li Haiseng              | 0            | 0            |
| B                | 17. Nov. 1991 | 0:1          | Lu Jun                      | Zuo Xiudi            | Gertrud Regus           | 3            | 0            |
| B                | 17. Nov. 1991 | 2:3          | John Toro Rendón            | Dai Yuguang          | Yu Jingyin              | 2            | 0            |
| C                | 17. Nov. 1991 | 0:5          | Fethi Boucetta              | Linda May Black      | Ingrid Jonsson          | 1            | 0            |
| C                | 17. Nov. 1991 | 4:0          | Rafael Rodríguez Medina     | Jim McCluskey        | Wang Xuezhi             | 0            | 0            |
| A                | 19. Nov. 1991 | 2:2          | Vassilios Nikakis           | Cláudia Vasconcellos | Omer Yengo              | 1            | 0            |
| A                | 19. Nov. 1991 | 4:0          | Salvador Imperatore Marcone | María Herrera García | Li Haiseng              | 1            | 0            |
| B                | 19. Nov. 1991 | 0:8          | Gyanu Shrestha              | Gertrud Regus        | Dai Yuguang             | 1            | 0            |
| B                | 19. Nov. 1991 | 0:5          | Wadsim Schuk                | Zuo Xiudi            | Yu Jingyin              | 1            | 0            |
| C                | 19. Nov. 1991 | 0:3          | Fethi Boucetta              | Linda May Black      | Rafael Rodríguez Medina | 0            | 0            |
| C                | 19. Nov. 1991 | 1:0          | Jim McCluskey               | Ingrid Jonsson       | Wang Xuezhi             | 1            | 0            |
| A                | 21. Nov. 1991 | 4:1          | Gyanu Shrestha              | Gertrud Regus        | John Toro Rendón        | 0            | 0            |
| A                | 21. Nov. 1991 | 2:1          | Wadsim Schuk                | Dai Yuguang          | Yu Jingyin              | 2            | 0            |
| B                | 21. Nov. 1991 | 0:3          | John Toro Rendón            | Zuo Xiudi            | Gertrud Regus           | 1            | 0            |
| B                | 21. Nov. 1991 | 0:2          | Lu Jun                      | Yu Jingyin           | Dai Yuguang             | 0            | 0            |
| C                | 21. Nov. 1991 | 2:0          | Rafael Rodríguez Medina     | Linda May Black      | Fethi Boucetta          | 1            | 1            |
| C                | 21. Nov. 1991 | 0:2          | Jim McCluskey               | Ingrid Jonsson       | Wang Xuezhi             | 2            | 0            |
| Viertelfinale    |               |              |                             |                      |                         |              |              |
|                  | 24. Nov. 1991 | 1:2 n. V.    | Vassilios Nikakis           | Zuo Xiudi            | Wadsim Schuk            | 3            | 0            |
|                  | 24. Nov. 1991 | 0:1          | John Toro Rendón            | Cláudia Vasconcellos | María Herrera García    | 4            | 0            |
|                  | 24. Nov. 1991 | 7:0          | Omer Yengo                  | Gertrud Regus        | Ingrid Jonsson          | 1            | 0            |
|                  | 24. Nov. 1991 | 3:2 n. V.    | Rafael Rodríguez Medina     | Linda May Black      | Jim McCluskey           | 2            | 0            |
| Halbfinale       |               |              |                             |                      |                         |              |              |
|                  | 27. Nov. 1991 | 1:4          | Jim McCluskey               | Fethi Boucetta       | Rafael Rodríguez Medina | 0            | 0            |
|                  | 27. Nov. 1991 | 2:5          | Salvador Imperatore Marcone | Gyanu Shrestha       | Lu Jun                  | 2            | 0            |
| Spiel um Platz 3 |               |              |                             |                      |                         |              |              |
|                  | 29. Nov. 1991 | 4:0          | Cláudia Vasconcellos        | Linda May Black      | Zuo Xiudi               | 2            | 0            |
| Finale           |               |              |                             |                      |                         |              |              |
|                  | 30. Nov. 1991 | 1:2          | Wadsim Schuk                | Ingrid Jonsson       | Gertrud Regus           | 1            | 0            |

### Liste der eingesetzten Schiedsrichter
Insgesamt elf Schiedsrichter leiteten die 26 Partien des Turniers, darunter mit Cláudia Vasconcellos eine Frau. Fünf Schiedsrichter kamen bei jeweils drei Partien als Spielleiter zum Einsatz.
| Verband  | Schiedsrichter              | Nationalität        | Spielleitung | Gelbe Karte | Rote Karte | Linienrichter |
| -------- | --------------------------- | ------------------- | ------------ | ----------- | ---------- | ------------- |
| AFC      | Lu Jun                      | Volksrepublik China | 2            | 3           | 0          | 1             |
| AFC      | Gyanu Shrestha              | Nepal               | 2            | 1           | 0          | 1             |
| CAF      | Fethi Boucetta              | Tunesien            | 2            | 1           | 0          | 2             |
| CAF      | Omer Yengo                  | Republik Kongo      | 2            | 1           | 0          | 1             |
| CONCACAF | Rafael Rodríguez Medina     | El Salvador         | 3            | 3           | 1          | 2             |
| CONMEBOL | Salvador Imperatore Marcone | Chile               | 3            | 3           | 0          | 0             |
| CONMEBOL | John Toro Rendón            | Kolumbien           | 3            | 7           | 0          | 1             |
| CONMEBOL | Cláudia Vasconcellos        | Brasilien           | 1            | 2           | 0          | 3             |
| UEFA     | Jim McCluskey               | Schottland          | 3            | 3           | 0          | 2             |
| UEFA     | Vassilios Nikakis           | Griechenland        | 2            | 4           | 0          | 1             |
| UEFA     | Wadsim Schuk                | Sowjetunion         | 3            | 4           | 0          | 1             |

Außerdem kamen neun Linienrichterinnen und Linienrichter zum Einsatz, darunter fünf aus der gastgebenden Volksrepublik China. Die Deutsche Gertrud Regus stand bei sechs Partien an der Seitenlinie, häufiger als alle anderen Linienrichter.
| Verband  | Schiedsrichter       | Nationalität        | Linienrichter |
| -------- | -------------------- | ------------------- | ------------- |
| AFC      | Dai Yuguang          | Volksrepublik China | 4             |
| AFC      | Li Haiseng           | Volksrepublik China | 2             |
| AFC      | Wang Xuezhi          | Volksrepublik China | 3             |
| AFC      | Yu Jingyin           | Volksrepublik China | 4             |
| AFC      | Zuo Xiudi            | Volksrepublik China | 5             |
| CONCACAF | María Herrera García | Mexiko              | 3             |
| OFC      | Linda May Black      | Neuseeland          | 5             |
| UEFA     | Gertrud Regus        | Deutschland         | 6             |
| UEFA     | Ingrid Jonsson       | Schweden            | 5             |

## Auszeichnungen

### adidas Goldener Ball
Den Goldenen Ball als beste Spielerin des Turniers erhielt die US-Amerikanerin Carin Jennings. Der Silberne Ball ging an ihre Landsfrau Michelle Akers und der Bronzene Ball an die Norwegerin Linda Medalen.

### adidas Goldener Schuh
Den Goldenen Schuh als erfolgreichste Torschützin erhielt die US-Amerikanerin Michelle Akers für ihre zehn Turniertore. Der Silberne Schuh ging an die Deutsche Heidi Mohr und der Bronzene Schuh die US-Amerikanerin Carin Jennings und die Norwegerin Linda Medalen, da beide Spielerinnen je sechs Tore erzielt hatten.

### FIFA-Fairplay-Auszeichnung
Der FIFA-Fairplay-Preis für die fairste Mannschaft des Turniers ging an Deutschland.